# Буркхард фон Шванден
Буркхард фон Шванден (на немски: Burchard von Schwanden) е дванадесетият Велик магистър на рицарите от Тевтонския орден. Преди това той е монах в Хитцкирх, след което е посветен в тевтонското военно монашество. Преди избора му за велик магистър през 1282-83 Буркхард последователно е комтур (командор на ордена) в Хойнице (Померелия), Тюрингия и Саксония. Политическото му влияние укрепва с разширяването на прибалтийската тевтонска теократична държава, одобрено от папа Николай IV. Концентриран в прибалтийската политика на ордена Буркхард пропуска развитието на събитията в Близкия изток, завършили с падането на Акра през 1291 г. Това застрашава и основното седалище на германския орден там и Буркхард отпътува към Светите земи. По неизвестна причина по време на този поход Буркхард фон Шванден отстъпва ръководството на ордена на сицилианския комтур Хайнрих фон Бонлант и напуска тевтонския орден.
Прибира се обратно в родната Швейцария, където е присъединен към ордена на хоспиталиерите и става комтур на Бухзе до смъртта си през 1310.